# Haematopus meadewaldoi

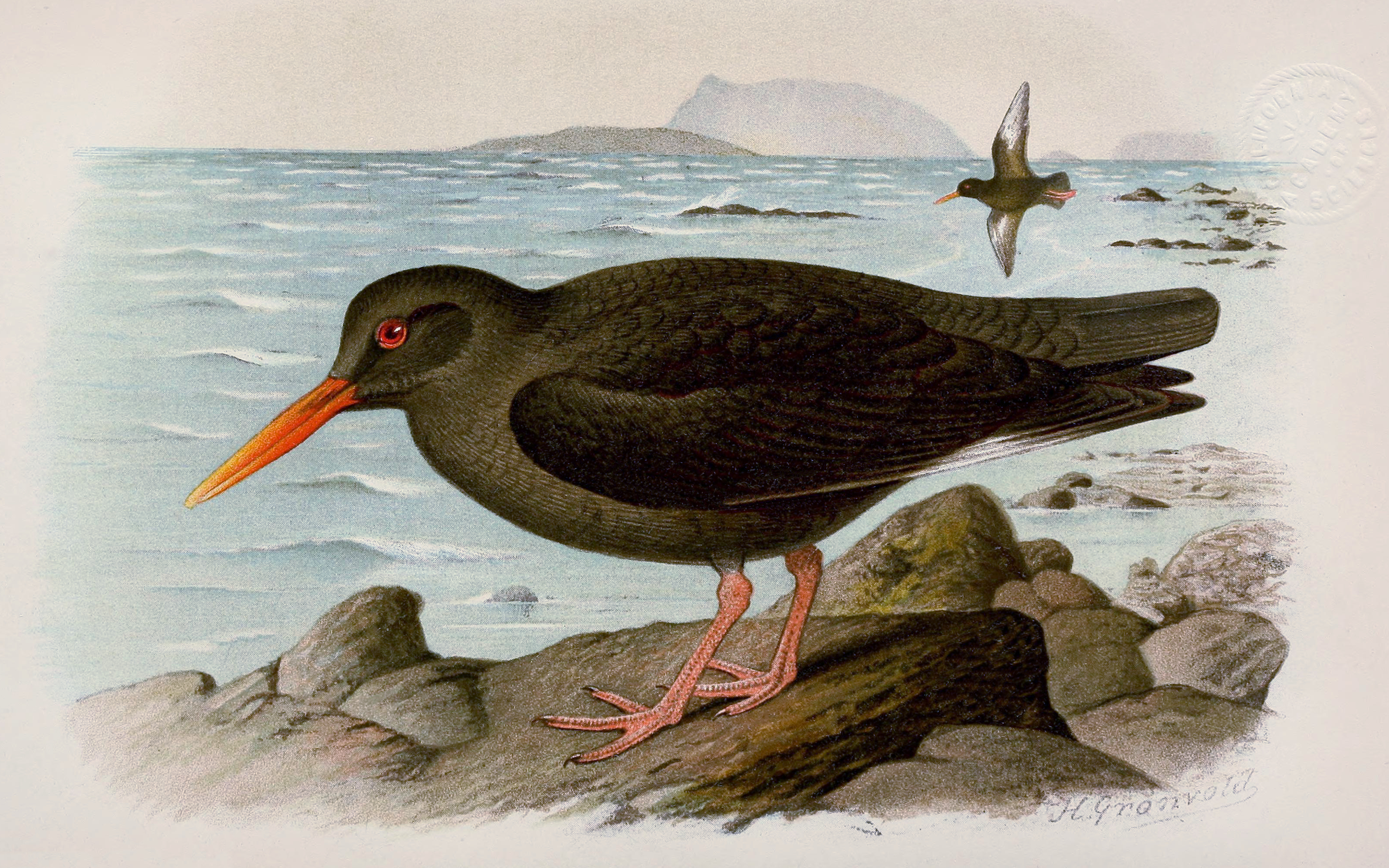
Disegno di Beccaccia di mare delle Isole Canarie

La beccaccia di mare delle Isole Canarie (Haematopus meadewaldoi Bannerman, 1913) è un uccello estinto della famiglia Haematopodidae.

## Distribuzione e habitat
Questo uccello nidificava unicamente sulle Isole Canarie, principalmente su Lanzarote, Fuerteventura e sugli isolotti al largo di queste.

## Status e conservazione
Si pensa si sia estinto attorno al 1940.